# Bistum Tanjore
Das Bistum Tanjore (lateinisch Dioecesis Taniorensis) ist eine in Indien gelegene römisch-katholische Diözese mit Sitz in Tanjore.

## Geschichte
Papst Pius XII. gründete es mit der Apostolischen Konstitution Ex primaevae Ecclesiae  am 13. November 1952 aus Gebietsabtretungen des Erzbistums Madras-Mylapore, dem es als Suffraganbistum unterstellt wurde.
Am 7. August 1953 wurde es Teil der Kirchenprovinz Pondicherry und Cuddalore.

## Territorium
Das Bistum Tanjore umfasst den Distrikte Thanjavur (ohne die Taluks von Papanasam und Kumbakonam), Tiruvarur, Nagapattinam, und sechs Taluks des Distriktes Pudukkottai und zwei andere im Distrikt Cuddalore im Bundesstaat Tamil Nadu.

## Wallfahrtsort
Im Bistum liegt Velankanni, der größte katholische Wallfahrtsort Asiens, mit der Basilika Our Lady of Good Health.

## Bischöfe von Tanjore
- Rajarethinam Arokiasamy Sundaram  (4. Februar 1953–12. September 1986, emeritiert)
- Packiam Arokiaswamy (12. September 1986–28. Juni 1997, emeritiert)
- Devadass Ambrose Mariadoss (28. Juni 1997–4. Februar 2023, emeritiert)
- Sagayaraj Thamburaj (seit 13. Juli 2024)